# 구획증후군

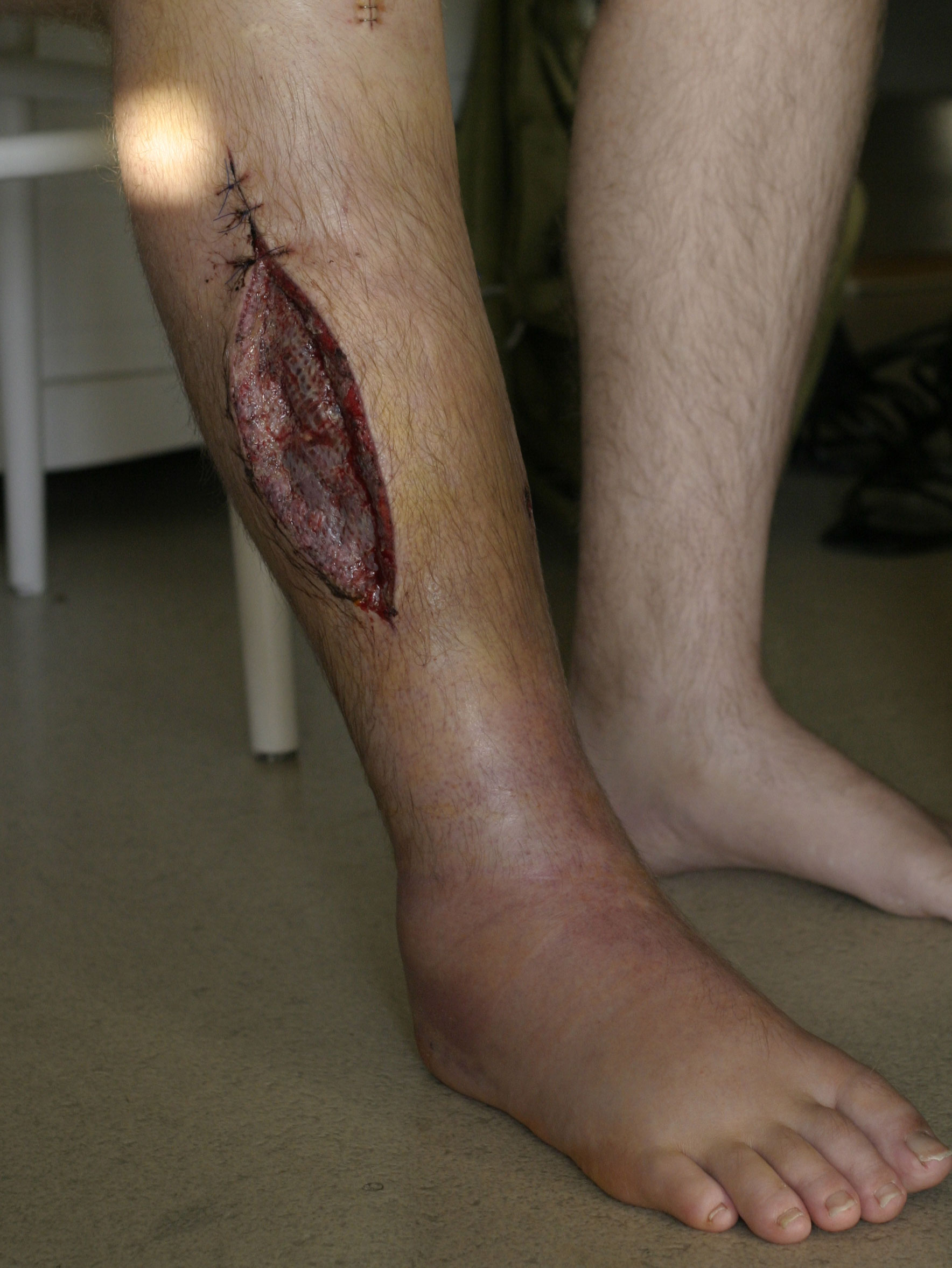

구획증후군(compartment syndrome)은 신체의 중요한 해부학적 구획 내의 압력이 증가한 상태로서, 그 공간 내의 말단부 조직에 혈액 공급이 차단되는 질환이다.

## 의미
급성 구획증후군의 증상으로는 심한 통증, 맥박 저하, 움직임 능력 저하, 마비, 감염된 사지의 옅은색 등이 있을 수 있다. 일반적으로 골절이나 압궤손상과 같은 신체적 외상 때문에 발생한다. 혈류량이 부족한 상황에서 정상 혈류량으로 회복될 시에도 발생할 수 있다. 진단은 일반적으로 환자의 증상에 근거하며, 치료는 환부를 적시에 절개하는 것이다. 6시간 이내에 치료하지 않으면 영구적인 근육이나 신경 손상이 발생할 수 있다.
만성 급성증후군의 증상으로는 일반적으로 운동으로 인한 통증이 있으며, 무감각이 유발되기도 한다. 증상은 보통 휴식으로 해결된다. 만성 급성증후군은 달리기나 자전거타기와 같은 일반적인 활동으로도 발병할 수 있으며, 일반적으로 영구적인 손상은 발생하지 않는다. 다른 증상으로는 피로골절과 건염이 있으며, 치료에는 물리치료나 수술이 있다.

## 원인

### 구획의 크기감소
1. 근막결손의 봉합
2. 열손상
3. 동상

### 부종
1. 장시간의 사지압박
2. 열손상
3. 동상

### 출혈
1. 혈관손상
2. 정맥질환
3. 과도한 근육사용

### 부종 및 출혈
1. 골절
2. 연부조직 손상

### 기타
1. 하지 석고붕대

## 증상
간단하게는 근육 일부분의 손상 만으로 그쳐 일상 생활에 영향이 없을 수도 있지만, 구획 안의 모든 근육의 괴사가 될 정도가 되면 그 근육의 마비가 생긴다.

#### 급성 구획증후군
급성 구획증후군(ACS, Acute Compartment Syndrome)의 증상으로 소위 ‘5P 징후’가 있는데, 통증 pain, 창백 pallor, 이상 감각 paresthesia, 마비 paralysis, 무맥 pulselessness 들이 나타날 수 있다. 이런 증상 외에도 피부나 피하 지방의 혈액 순환에 이상이 생기게 되어 피부 결손이나 피부 괴사가 생긴다. 급성 구획증후군의 초기 증상은 통증과 이상 감각이다. 이미 조직이 괴사 되어 버린 확정형 구획 증후군의 경우 통증은 없어진다.

#### 만성 구획증후군
만성 운동 구획증후군(CECS, Chronic Exertional Compartment Syndrome)의 증상은 운동을 통해 나타나며, 운동이 계속되면 고통스럽게 타는 듯한 느낌으로 이어진다. 운동이 중단되면 몇 분 안에 구획 내 압력이 떨어져 고통스러운 증상이 완화된다. 만성 운동 구획증후군은 하퇴부에서 가장 흔하게 발생하며, 전측 구획이 가장 자주 영향을 받는다. 족하수(foot drop)은 만성 운동 구획증후군의 일반적인 증상이다.

## 치료
임상적으로 구획 증후군이 강력히 의심되고, 조직압이 30mmHg를 넘는 경우 응급 근막 절개술이 필요할 수 있다. 조직압이 애매한 경우에는 지속적인 조직압 측정과 신체 검진이 필요하다. 부종이 생기는 것을 막기 위해서는 손상 부위를 조이는 석고 붕대, 솜붕대 및 스타킹을 제거하는 것만으로도 조직압을 감소시킬 수 있다. 또한 사지의 위치가 매우 중요한데, 손상된 팔 다리를 심장보다 높게 두어 물이 낮은 데로 흐르듯이 부종을 줄이는 것이 중요하다. 하지만 구획 압력이 정상인 구획 증후군의 경우에는 심장 높이만큼 위치시키는 것이 안전한 방법이다.

## 경과/합볍증
구획압 상승으로 인한 구획 증후군의 경우는 내부 조직이 괴사에 빠지기 전에 구획을 열어 주어 조직 손상을 막아 주는 조치를 한다. 통증이 호전되게 되지만, 피부에 상처가 길게 생기며 바로 피부를 봉합할 수는 없다. 수 일이 경과하여 부종이 빠진 후 다시 피부를 당겨 봉합하는 과정이 필요하게 된다.
또한 구획압이 정상인 구획 증후군의 경우에는 구획 내 혈액 순환을 담당하는 혈관의 이상을 치료하는 과정이 필요하다. 하지만 이 경우에도, 구획 내부조직 손상에 의한 염증 반응으로 부종이 생기면서 구획 압력이 상승하는 현상이 나타나므로 예방을 위해 구획을 열어 주는 과정이 필요하다.
적기에 치료하지 못하면, 구획 내부의 근육들이 괴사 된다. 통증은 사라지지만, 합병증이 생긴다. 괴사된 근육은 관절을 움직이지 못하게 하고 굳어지게 한다. 또한 근육이 얇은 끈으로 변화되면서 팔다리는 가늘어지고 딱딱해지게 된다. 종아리에 생긴 경우에는 발목을 걸을 때 들어 올리지 못하게 되는 현상이 발생할 수 있다. 팔꿈치의 골절이 생긴 경우에도 구획 증후군이 생기는데, 빠른 조치가 되지 않으면 팔꿈치 관절과 손목 관절 사이의 전완부 근육들이 괴사되어 팔이 가늘어 지고, 끈처럼 굳어지면서 손목과 손가락의 움직임을 방해하고 팔의 모양이 바뀌어 굳어지게 된다. 이를 특별히 볼크만 허혈성 구축 Volkmann’s Ischemic Contracture 라고 부르고 있다. 혈관 손상이 너무 심한 경우에는 그 팔 전부가 괴사가 되어 절단이 필요한 최악의 경우도 생길 수 있다.

## 식이요법/생활가이드
야외에서 활동하다가 어딘가에 부딪혀서 다리나 팔에 통증이 생기면서 붓는 경우에 구획 증후군을 의심하여야 한다. 심한 통증이 생기고, 그 통증이 진통제나 부목으로 조절이 안 되는 경우 구획 증후군의 가능성이 높다. 이런 경우에는 부상 부위를 조이는 것들을 느슨히 풀어 주고 심장보다 높게 유지시키는 것으로도, 즉각적인 증상의 호전을 경험한다. 하지만, 큰 호전이 없는 경우는 보다 적극적이고 전문적인 처치가 필요하기 때문에 응급 진료 기관을 방문하는 것이 안전하다.